# Cyphotheca
Cyphotheca là chi thực vật có hoa trong họ Mua.